# Joseph Martini von Nosedo
Joseph Karl Martini von Nosedo (Nova Gradiška, 6 marzo 1806 – Graz, 28 dicembre 1868) è stato un generale austriaco.

## Biografia

### La famiglia
Joseph Martini von Nosedo proveniva da una nobile famiglia italiana che dal XVI secolo si era posta al servizio dell'Impero. Il nonno di Joseph, Giuseppe Martini († 28 gennaio 1808), era stato come lui militare ed aveva raggiunto nel 1794 il grado di maggiore generale col comando della fortezza di Timișoara, venendo poi nobilitato nel 1804. Dei suoi figli, Anton Stephan von Martini (13 giugno 1792 - 28 Dicembre 1861) fu Feldzeugmeister (20 luglio 1849), consigliere segreto dell'Imperatore e, sino alla sua pensione il 1 ottobre 1859, fu inviato straordinario alla corte reale di Napoli.

### I primi anni e la carriera militare
Martini entrò il 12 giugno 1818 nel 1º reggimento di fanteria di frontiera Szekeler come cadetto e ricevette l'addestramento richiesto nella compagnia dei cadetti di Graz. Dal 1º gennaio 1819 venne assegnato al 27º reggimento di fanteria Piret ed il 1º marzo 1821 venne trasferito al 14º reggimento di fanteria Wohlgemuth con la promozione a tenente. Il 16 aprile 1836 ottenne il grado di capitano del 38º reggimento di fanteria, raggiungendo il grado di maggiore il 22 marzo 1844 e poi quello di tenente colonnello il 16 luglio 1847.

### Le guerre d'indipendenza italiane
Allo scoppio della rivoluzione del 1848, Martini era col suo reggimento a Mantova dove venne impiegato nel mantenimento dell'ordine locale col proprio reggimento, compito se non edificante sicuramente non facile in una terra già disgustata dal dominio straniero. Con la sua prontezza, impedì lo scoppio di una vera e propria smmossa cittadina le cui conseguenze sarebbero state incalcolabili. Prese parte alla Battaglia di Volta Mantovana e poi a quella di Battaglia di Custoza nel 1848. A Volta venne ferito e scalzato da cavallo. Prenderà quindi parte gli scontri a Porta Vigentina, a Milano, sotto il comando del generale Edmund di Schwarzenberg, avanzando da Chiaravalle. Si batté a Nosedo ed a Gamboloita dove, senza aspettare un comando superiore, scelse due reggimenti di cacciatori ed intervenne riportando l'ordine e respingendo gli insorti.
Nel rapporto sui fatti di Milano stesi dal generale Konstantin d'Aspre per il feldmaresciallo Radetzky, Martini venne esplicitamente lodato e per questo dal 15 ottobre 1848 venne promosso al grado di colonnello e gli venne assegnato il 34º reggimento di fanteria "principe d'Assia" e poi il 12º reggimento di fanteria "arciduca Guglielmo". Per i valorosi fatti d'arme in Italia in cui ebbe modo di distinguersi, il 29 giugno 1849 ottenne la croce di cavaliere dell'Ordine militare di Maria Teresa.
Il 4 giugno 1850, Martini venne promosso maggiore generale ed il 30 agosto di quello stesso anno ottenne per sé il predicato di nobilitazione di "barone di Nosedo" in seguito alla valorosa azione che l'aveva visto protagonista due anni prima. Il 25 luglio 1857 venne promosso tenente generale, ottenendo inoltre la croce di commendatore dell'Ordine imperiale di Leopoldo e la croce di commendatore I classe dell'Ordine Reale Guelfo del Regno di Hannover il 30 agosto 1859, dopo il valore dimostrato nella seconda guerra d'indipendenza italiana dove prese parte alla battaglia di Magenta ed alla battaglia di Solferino. Nel 1862 ottenne il pensionamento e si ritirò a vita privata, morendo a Graz nel 1868. Venne sepolto nel cimitero di Sankt Leonhard a Graz.

## Matrimonio e figli
Joseph Martini von Nosedo sposò il 15 giugno 1850 la nobildonna inglese Sarah Elizabeth Mary, figlia di Peter Henry Barker, della contea di Norfolk. La coppia non ebbe eredi.